# Erynus alpejski
Erynus alpejski (Erinus alpinus L.) – gatunek rośliny należący do rodziny babkowatych (Plantaginaceae). Występuje w Alpach oraz w północnej Afryce. Naturalizuje się też gdzieniegdzie poza rejonem rodzimego występowania.

## Morfologia

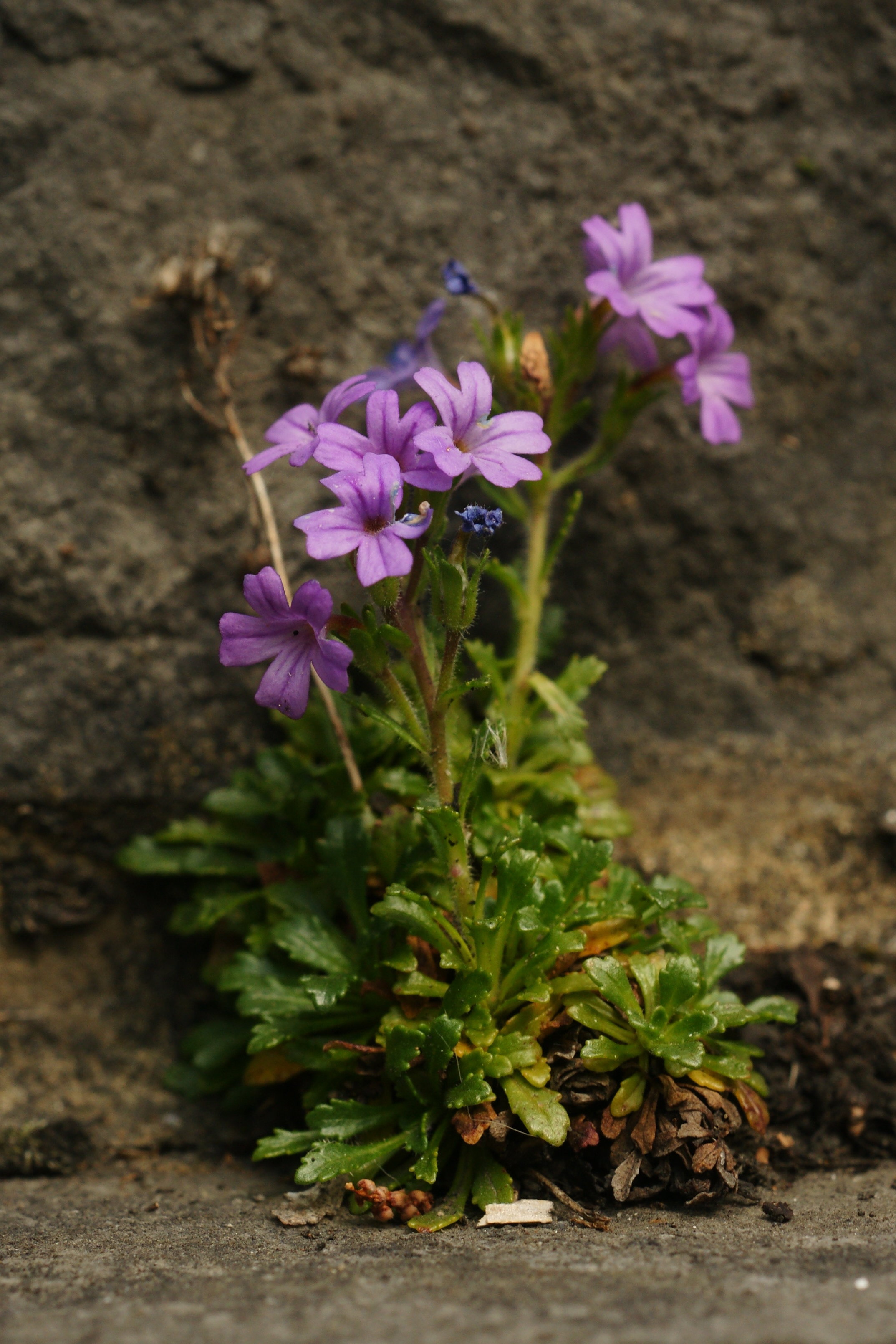

PokrójRoślina poduszkowa tworząca zwarte poduszki o wysokości zaledwie do 4 cm.
ŁodygaWzniesiona, owłosiona, na ogół nierozgałęziona, o wysokości do 15 cm.
LiścieKrótkoogonkowe, łopatkowate, grubo ząbkowane. Tworzą przyziemne rozetki. Liści łodygowe podługowate, wyrastające skrętolegle. Wszystkie są z rzadka owłosione.
KwiatyPrzeważnie różowe, o średnicy do 8 mm zebrane w kilkukwiatowe grono w górnej części łodygi. Kwiaty promieniste, o 5 wyciętych sercowato na szczycie płatkach, kielich 5-działkowy, zrośnięty tylko u nasady.

## Biologia i ekologia
Bylina, hemikryptofit. Kwitnie bardzo obficie w maju–czerwcu. Wytwarza bardzo dużo nasion i na ogół w ogródku samorzutnie się rozsiewa. W swoim naturalnym środowisku rośnie w szczelinach skalnych, piargach i na murawach, na ogół na podłożu wapiennym. Rośnie w miejscach suchych, głębokimi korzeniami wnikając w szczeliny i gruz skalny.

## Uprawa
Nadaje się do ogródków skalnych i na murki, może też być uprawiana w pojemnikach. Najlepiej sadzić ją pomiędzy kamieniami. Wymaga stanowiska słonecznego lub nieco zacienionego, gleby o odczynie zasadowym i dobrze przepuszczalnej. Nie jest w pełni odporny na przemarzanie i starsze rozetki mogą wymarzać. Strefy mrozoodporności 6-9.  Najłatwiej rozmnażać ją przez nasiona, rozsadzanie źle znosi. Jeśli jednak w pobliżu rosną różne odmiany tego gatunku, to nasiona nie zachowują cech osobnika macierzystego.

## Odmiany (wybór)
- 'Albus' – o śnieżnobiałych kwiatach
- 'Dr. Hähnle – o karminowoczerwonych kwiatach